# Kóbor alakulat
A Kóbor alakulat (eredeti cím: Skeleton Crew) egy élőszereplős Csillagok háborúja sorozat, amit Jon Watts és Christopher Ford készített a Disney+ számára. A Jedi visszatér után 5-6 évvel, A Mandalórival párhuzamosan, azaz a Mandoverzumban játszódik.
Watts megkereste a Lucasfilmet, hogy szívesen készítene a Csillagok háborúján belül egy ifjúsági történetet. 2022 elején már Christopher Forddal dolgoztak a sorozaton és a májusi Star Wars Celebration-ön hivatalosan is bejelentették. Itt az is hivatalossá vált, hogy a főszerepet Jude Law játssza. A forgatást szeptemberben kezdték Los Angelesben és 2023 januárjában fejezték be.
A sorozatot 2024. december 2-án mutatták be.

## Ismertető
A sorozat négy gyereket követ, akik elvesztek a galaxisban miután egy érdekes dolgot fedeztek fel saját bolygójukon, ahova vissza akarnak térni.

## Szereplők

### Főszereplők
| Szereplő      | Színész                                                      | Magyar hang      | Leírás |
| ------------- | ------------------------------------------------------------ | ---------------- | --- |
| Jod Na Nawood | Jude Law                                                     | Dévai Balázs     | Kalózkapitány és Erőhasználó, akit a Jedi művészetekben képeztek ki. |
| Wim           | Ravi Cabot-Conyers                                           | Vízler Deján     | Fiú ember gyerek az At Attin bolygóról. |
| Fern          | Ryan Kiera Armstrong                                         | Schmidt Karolina | Lány ember gyerek az At Attin bolygóról. |
| KB            | Kyriana Kratter                                              | Vadász Laura     | Lány ember gyerek és Fern barátja az At Attin bolygóról, aki egy kibernetikus vizort visel, amely egy implantátumhoz kapcsolódik a fején egy meg nem határozott baleset óta. |
| Neel          | Robert Timothy Smith (hangja) Kacie Borrowman (megformálója) | Endrődy Regő     | Myykiai fajba tartozó fiú idegen gyerek és Wim barátja, az At Attin bolygóról.                                                                                               |
| SM-33         | Nick Frost (hangja) Rob Ramsdell (megformálója)              | Varga Rókus      | Az Ónix Parázs rozoga droid első tisztje. |

### Mellékszereplők
| Szereplő       | Színész               | Magyar hang    | Leírás                                                                            |
| -------------- | --------------------- | -------------- | --------------------------------------------------------------------------------- |
| Wendle         | Tunde Adebimpe        | Pál Tamás      | Wim apja.                                                                         |
| Fara           | Kerry Condon          | Bognár Anna    | Fern anyja, aki tanárként és miniszterhelyettesként dolgozik az At Attinon.       |
| Kh'ymm         | Alia Shawkat (hangja) | Erdős Borcsa   | Egy bagoly-szerű idegen és térképszakértő, aki ingerült szövetségben áll Jod-dal. |
| Hayna          | Hala Finley           | Rácz Hajna     | A Trojkok gyermekkatonája, az At Achrann bolygóról.                               |
| Strix tábornok | Mathieu Kassovitz     | Fekete Ernő    | A Trojkok vezetője, az At Achrann bolygóról, és Hayna apja.                       |
| Pokkit         | Kelly Macdonald       | Mikecz Estilla | Szabadúszó bérgyilkos és Jod egykori társa.                                       |

### Egyéb szereplők
| Szereplő           | Színész                                                    | Magyar hang       | Leírás |
| ------------------ | ---------------------------------------------------------- | ----------------- | --- |
| Brutus             | Fred Tatasciore (hangja) Stephen Oyoung (megformálója)     | Király Attila     | Shistavanen fajba tartozó kalóz, aki korábban Silvo kalózcsapatának tagja volt, de lázadást vezetett ellene, és átvette a hatalmat. |
| Gunter             | Jaleel White                                               | Szabó Máté        | Emberi kalózok. |
| Chaelt             | Dale Soules                                                | Sági Tímea        | Emberi kalózok. |
| Koma               | Sisa Grey                                                  | TBA               | Emberi kalózok. |
| Vane               | Marti Matulis                                              | Hám Bertalan      | Nikto fajba tartozó kalóz, aki korábban Gorian Shardnak dolgozott, de csatlakozott Silvo kalózcsapatához.                           |
| Garree             | M. J. Kang                                                 | TBA               | KB egyik anyja, aki ggódik, hogy a lánya talán nem tér vissza élve, mert nagyon sürgős orvosi ellátásra van szüksége.               |
| Nol                | Carey Jones                                                | Nem szólal meg    | Neel apja. |
| Beef               | Dominic Burgess                                            | TBA               | Egy meghatározhatatlan fajú humanoid kalóz                                                                                          |
| Melna              | Paloma Garcia-Lee                                          | TBA               | Theelin fajba tartozó nő a Borgo kikötőben, aki aggódik a gyerekek ottani jelenléte miatt.                                          |
| Tuut Orial         | Alan Resnick                                               | TBA               | Kalóz kereskedő a Borgo kikötőben.                                                                                                  |
| Kalóz szakács      | Anthony Atamanuik (hangja) David St. Pierre (megformálója) | Seszták Szabolcs  | Kalóz szakács, a Borgo kikötőben.                                                                                                   |
| Nagydarab kalóz    | John Gemberling (hangja) Dane DiLiegro (megformálója)      | TBA               | Nagydarab kalóz vendég, a Borgo kikötőben.                                                                                          |
| Benjar Pranic      | Alfred Molina (hangja) Alexander Ward (megformálója)       | Csuha Lajos       | Ishi Tib fajba tartozó kalóz. |
| Maree              | Cass Buggé                                                 | TBA               | KB másik anyja. |
| Nooma              | Geneva Carr (hangja) Dawn Dininger (megformálója)          | TBA               | Neel anyja. |
| Szálloda recepciós | Julie Ann Emery                                            | Roatis Andrea     | A Lanupa bolygó fürdő és szálloda alkalmazottja.                                                                                    |
| Cthallops          | Patrick Seitz (hangja)                                     | Dézsy Szabó Gábor | Egy nagy, azonosítatlan polip-szerű idegen, a Lanupa bolygón, aki segít Jod csoportjának bejutni Tak Rennod rejtett bázisára.       |
| Glerb              | Jacob Roanhaus                                             | TBA               | Quarren fajba tartozó kalóz. |
| Snobbius Snee      | John Hodgman (hangja) Jasper Anderson (megformálója)       | TBA               | Keteerian fajba tartozó kalóz. |
| Sweeda             | Sydney Rose Walker                                         | TBA               | Weequay fajba tartozó kalóz. |
| A Felügyelő        | Stephen Fry (hangja)                                       | Kautzky Armand    | Egy nagy droid, aki az At Attin bolygó uralkodója.                                                                                  |

### Magyar változat
- Magyar szöveg: Blahut Viktor
- Hangmérnök: Salgai Róbert
- Vágó: Kránitz Bence
- Gyártásvezető: Bogdán Anikó
- Szinkronrendező: Kránitz Lajos András
- Produkciós vezető: Máhr Rita
- Művészeti vezető: Maciej Eyman
- Keverő stúdió: Shepperton International

A szinkront az Iyuno Hungary készítette.

## Epizódok
| #  | Cím                                                                                | Rendező                         | Író                          | Premier                               |
| -- | ---------------------------------------------------------------------------------- | ------------------------------- | ---------------------------- | ------------------------------------- |
| 1. | Ez egy igazi kaland lehet (This Could Be A Real Adventure)                         | Jon Watts                       | Christopher Ford & Jon Watts | 2024. december 2. 2024. december 3.   |
| 2. | Messze-messze túlmentünk a határon (Way, Way Out Past The Barrier)                 | David Lowery                    | Christopher Ford & Jon Watts | 2024. december 2. 2024. december 3.   |
| 3. | Nagyon érdekes űrnavigációs probléma (Very Interesting, As An Astrogation Problem) | David Lowery                    | Christopher Ford & Jon Watts | 2024. december 10. 2024. december 11. |
| 4. | Nem mondhatom, hogy rémlik az At Attin (Can't Say I Remember No At Attin)          | Daniel Kwan és Daniel Scheinert | Christopher Ford & Jon Watts | 2024. december 17. 2024. december 18. |
| 5. | Még sokat kell tanulnotok a kalózokról (You Have a Lot to Learn About Pirates)     | Jake Schreier                   | Myung Joh Wesner             | 2024. december 24. 2024. december 25. |
| 6. | Megint barátok nélkül maradnék (Zero Friends Again)                                | Bryce Dallas Howard             | Myung Joh Wesner             | 2024. december 31. 2025. január 1.    |
| 7. | Hihetetlen nagy bajban leszünk (We're Gonna Be in So Much Trouble)                 | Lee Isaac Chung                 | Christopher Ford & Jon Watts | 2025. január 7. 2025. január 8.       |
| 8. | Az igazi jófiúk (The Real Good Guys)                                               | Jon Watts                       | Christopher Ford & Jon Watts | 2025. január 14. 2025. január 15.     |

## Készítés

### Fejlesztés
2022 februárjában a Production Weekly felfedte, hogy egy cím nélküli Csillagok háborúja sorozatot készítenek Grammar Rodeo kódnév alatt. Későbbi szivárgások felfedték, hogy a sorozatot Jon Watts és Christopher Ford készítik, Jon Favreau mentorálásával.
A májusi Star Wars Celebration-ön mindez hivatalossá vált, a három felfedett vezető producer mellé Dave Filonit is bejelentették. A címét is felfedték, továbbá az is kiderült, hogy a sorozat a Mandoverzumban, A Jedi visszatér utáni években, A Mandalórival és az Ahsokával párhuzamosan játszódik. A Lucasfilm elnöke, Kathleen Kennedy, aki szintén vezető producer, úgy mutatta be a sorozatot, mint a Star Wars-beli Kincsvadászok vagy Stranger Things.
2023 márciusában kitudódott, hogy Daniel Kwan és Daniel Scheinert is rendeztek részeket.

### Színészválogatás
2022 februári híresztelések azt mondták, hogy a stúdió négy tinédzsert és egy 40 év körüli férfit keres. A májusi Celebration-ön Jude Law képében utóbbit be is jelentették, de a négy gyerek szerepére még nem volt hivatalos bejelentés.

### Forgatás
A forgatást 2022 augusztusában kezdték a Los Angeles megyei Manhattan Beach Studios-ban és 2023 januárjában fejezték be. Az operatőr Sean Porter volt.

## Fordítás
- Ez a szócikk részben vagy egészben  a   Star Wars: Skeleton Crew című angol Wikipédia-szócikk fordításán alapul.  Az eredeti cikk szerkesztőit annak laptörténete sorolja fel. Ez a jelzés csupán a megfogalmazás eredetét és a szerzői jogokat jelzi, nem szolgál a cikkben szereplő információk forrásmegjelöléseként.

## További információ
- Skeleton Crew a Wookieepedián.

- Hivatalos oldal
- Kóbor alakulat az Internet Movie Database-ben (angolul)
- Kóbor alakulat a Rotten Tomatoeson (angolul)
- Kóbor alakulat a Box Office Mojón (angolul)